# Den spanske guldalder
Den spanske guldalder (spansk: El Siglo de Oro) var en periode, hvor den kunstneriske udfoldelse blomstrede i Spanien, især inden for litteratur og billedkunst. Perioden faldt sammen med de spanske habsburgeres opkomst og fald. Der er ikke nogen præcis datering på perioden, der normalt beskrives som varende over hundrede år. Starten af perioden ligger senest i 1492 med afslutningen på la reconquista (fordrivelsen af maurerne fra den Iberiske Halvø), Christopher Columbus' rejser til den Nye Verden og Antonio de Nebrijas udgivelse af Gramática de la lengua castellana (Grammatik over det castillanske sprog). Politisk set sluttede perioden senest 1659 med Pyrenæerfreden indgået mellem Frankrig og Habsburgerne i Spanien. Den sidste store forfatter i perioden, Pedro Calderón de la Barca, døde i 1681, og hans død regnes som regel som afslutningen af El Siglo de Oro inden for litteratur og billedkunst. 
Habsburgerne i både Spanien og Østrig var store mæcener i deres respektive lande. Escorial, det store kongelige kloster opført af kong Filip 2. af Spanien, tiltrak opmærksomhed hos nogle af Europas største arkitekter og malere. Diego Velázquez, der betragtes som en af de mest indflydelsesrige malere i europæisk historie, og som var højt respekteret i sin samtid, opdyrkede forbindelser til kong Filip 4. og hans førsteminister Olivares og har efterladt adskillige portrætter, der viser hans stil og klasse. El Greco, en anden respekteret kunstner fra perioden tilførte spansk kunst inspiration fra den italienske renæssance og bidrog til at skabe en selvstændig spansk malestil. 
Litteraturen blomstrede ligeledes i perioden med den store forfatter Miguel de Cervantes og hans hovedværk Don Quijote. Spaniens mest produktive dramatiker, Lope de Vega, skrev i hele sit liv muligvis mere end tusinde skuespil, af hvilke der kendes mere end fire hundrede i nutiden. Også musikken havde gode tider, og nogle af de bedste spanske musikværker er skrevet i guldalderen af komponister som Tomás Luis de Victoria, Francisco Guerrero, Luis de Milán og Alonso Lobo, der var med til at forme renæssancemusikken og efterfølgende revolutionere musikken i barokken.